# Гарвул
Гарвул (пол. Garwół, нім. Garben) — село в Польщі, у гміні Волув Воловського повіту Нижньосілезького воєводства.
Населення — 206 осіб (2011).
У 1975-1998 роках село належало до Вроцлавського воєводства.

## Демографія
Демографічна структура станом на 31 березня 2011 року:
|          | Загалом | Допрацездатний вік | Працездатний вік | Постпрацездатний вік |
| -------- | ------- | ------------------ | ---------------- | -------------------- |
| Чоловіки | 108     | 26                 | 74               | 8                    |
| Жінки    | 98      | 19                 | 55               | 24                   |
| Разом    | 206     | 45                 | 129              | 32                   |